# Entidade associativa
Uma entidade associativa é um termo usado na teoria relacional e de entidade-relacionamento. Um banco de dados relacional requer a implementação de uma relação base (ou tabela base) para resolver relacionamentos muitos-para-muitos. Uma relação base que representa este tipo de entidade é chamada, informalmente, de "tabela associativa" (apesar de ser uma tabela como qualquer outra).

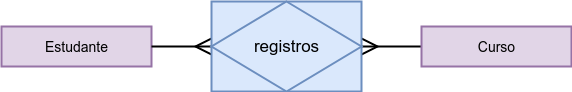
Uma entidade associativa (usando a notação de Chen).

Como mencionado acima, entidades associativas são implementadas em uma estrutura de banco de dados usando tabelas associativas, as quais são tabelas que podem conter referências a colunas de tabelas do mesmo ou de outros bancos de dados.
Uma tabela associativa (ou junção) mapeia duas ou mais tabelas referenciando as chaves primárias de cada tabela de dados. Em efeito, ela contem um número de chaves estrangeiras, cada uma e um relacionamento muitos-para-um da tabela de junção para das tabelas de dados individuais. A chave primária da tabela associativa, normalmente, é composta de colunas de chaves estrangeiras propriamente dito.